# Debeloglavčki
Debeloglávčki (znanstveno ime Hesperiidae) so edina družina žuželk naddružine Hesperioidea reda dnevnih metuljev (Lepidoptera).
Debeloglavčki se od ostalih metuljev, ki jih uvrščamo v naddružino Papilionoidea in neotropno naddružino Hedyloidea, razlikujejo v več pomembnih pogledih. Te tri skupine imajo, posebno v stadiju jajčeca, ličinke in bube, več skupnih značilnosti (Ackery et al. 1999). Vendar pa imajo debeloglavčki konce tipalk zasukane nazaj kot kvačke, metulji imajo zadebeljene konice tipalk in hediloidi operesene ali glavnikaste tipalke, zaradi česar še bolj spominjajo na molje kot debeloglavčki. Imajo tudi bolj tršata telesa z močnejšimi mišicami kril. Hesperioidea je najverjetneje sorodna skupini Papilionoidea in skupaj s Hedyloidea oblikuje naravno skupino oziroma klad. 
Poznamo okrog 3400 vrst debeloglavcev. Navadno jih razvrščamo v naslednje poddružine:
- Coeliadinae, okrog 75 vrst
- Pyrrhopyginae, okrog 150 vrst
- Pyrginae, okrog 1000 vrst
- Heteropterinae, okrog 150 vrst
- Hesperiinae, čez 2000 vrst
- Trapezitinae, okrog 60 vrst

Številne vrste debeloglavčkov so si izredno podobne. Nekaterih vrst iz rodov Erynnis, Hesperia in Amblyscirtes na prvi pogled ne morejo ločiti niti strokovnjaki. Edini način, da jih ločimo, je z disekcijo in pregledom spolovil.